# Грејлинг (Мичиген)
Грејлинг (Мичиген) (енгл. Grayling) град је у америчкој савезној држави Мичиген. По попису становништва из 2010. у њему је живело 1.884 становника.

## Демографија
Према попису становништва из 2010. у граду је живело 1.884 становника, што је 68 (3,5%) становника мање него 2000. године.
| Група             | 2000.         | 2010.         |
| Белци             | 1.869 (95,7%) | 1.802 (95,6%) |
| Афроамериканци    | 10 (0,5%)     | 14 (0,7%)     |
| Азијати           | 15 (0,8%)     | 9 (0,5%)      |
| Хиспаноамериканци | 30 (1,5%)     | 32 (1,7%)     |
| Укупно            | 1.952         | 1.884         |